# 스이킨쿠쓰

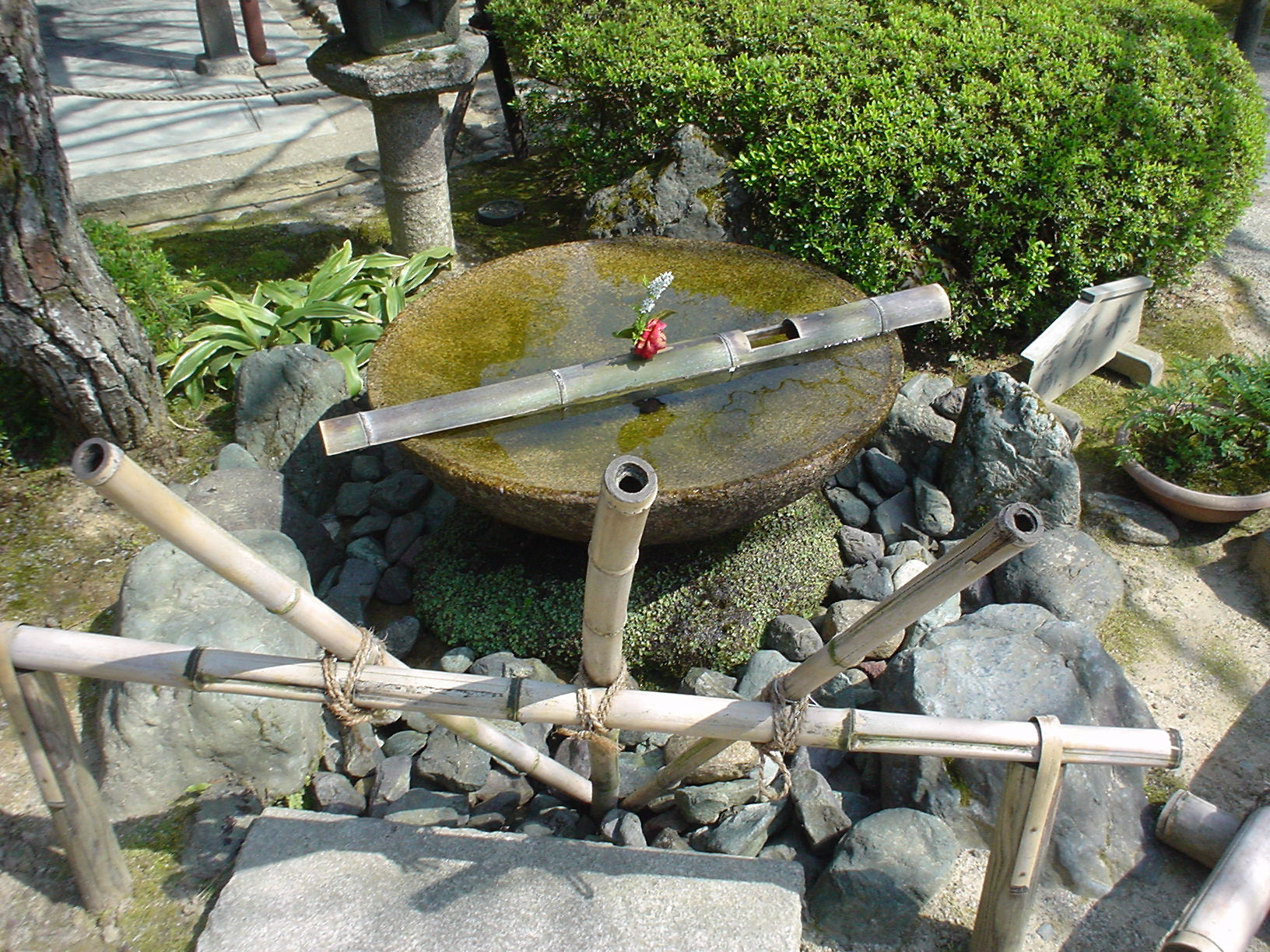
교토 엔코지의 스이킨쿠쓰

스이킨쿠쓰(일본어: 水琴窟, 수금굴)는 일본 정원의 장식 중 하나로, 물방울로 거문고 소리를 나게 하는 장치이다.
구조로 보면, 바닥에 작은 구멍이 뚫린 항아리가 뒤집어진 상태로 땅 속에서 묻혀 있고, 바닥은 물이 스며들지 않도록 점토 등으로 굳혀져 있다. 위에는 일반적으로 조즈바치(手水鉢, 손수발)가 놓여 있고 거기에서 흘러 떨어지는 물이 항아리의 구멍을 통해 방울져 떨어지게 되어 있다. 그 때의 소리가 항아리 속에서 부딪혀 거문고 같은 소리가 나게 된다. 전통적인 스이킨쿠쓰는 다실 앞의 쓰쿠바이(蹲踞, 준거:다실에 들어가기 전에 손을 씻는 곳)와 함께 설치되어 있는 경우가 많다.

## 전통적인 설치 방법
스이킨쿠쓰로 좋은 소리를 내는 데는 항아리 등 각 요소의 조절이 필요하다. 가장 중요한 것은 땅 속에 거꾸로 묻혀있는 항아리이다. 최근에는 금속제 항아리도 있지만 항아리는 쌀이나 물을 담아놓는 용도로 쓰이는 초벌구이 도기가 물방울을 만들어내는 데 가장 적당하다고 알려져 있다. 깊이는 30cm에서 1m, 지름은 30cm에서 50cm 정도인 것을 쓰되, 바닥의 구멍은 2cm 정도로 한다. 금이 생기거나 하면 좋은 소리는 나지 않는다.
항아리는 땅을 판 구덩이에 누수 방지용으로 점토 또는 최근에는 모르타르로 굳힌 뒤에 덮는다. 오래된 스이킨쿠쓰 중에는 물이 자연스럽게 유출되는 것을 기다리는 방식도 있었지만, 일정한 음색을 유지하기 위해 수위를 일정하게 유지시키는 배수용 관을 설치하는 것이 일반적인 것으로 되었다. 항아리의 주위와 윗부분은 자갈로 전부 덮고, 그 위에 조즈바치를 놓는다. 소리를 듣기 위해 대나무통이 설치되는 경우도 있다.
이 요소와 구조는 지역과 시대에 따라 다양하게 변형되어 왔다. 보통 항아리는 하나이지만 두 개인 경우도 있는데, 그 예로 아이치현 닛신시(日進市) 이와사키조 공원(岩崎城公園)과 군마현 다카사키시(高崎市)의 소조가쿠엔 대학(創造学園大学) 등이 있다.

## 현대에서 시도되는 다양한 설치 방법
현대에서는 전통적인 방법에 얽매이지 않고, 다양하게 변형된 스이킨쿠쓰 제작이 시도되고 있다. 예를 들면 아래와 같은 경우이다.
- 조즈바치가 설치되어 있지 않거나 또는 설치된 곳이 일본정원이 아닌 경우.
- 물이 끊이지 않고 연속적으로 흐르도록 세공.
- 도기 대신 금속 항아리를 사용.
- 지면이 아닌 조각 등의 일부로 설치.
- 실내에 설치.
- 소리가 쉽게 들릴 수 있도록 전자적으로 증폭시켜 스피커로 들리게 하기.

위의 몇가지를 합쳐서 만든 예로 교토역 빌딩의 기념물「불새 물시계」를 들 수 있다. 조즈바치 대신 유리 물시계, 연속적인 소리와 증폭, 조각(정확히는 만화 캐릭터)로 장식된 일본정원이 아닌 실내 역 대합실에 설치되어 있다.

## 역사
스이킨쿠쓰는 처음에는 도스이몬(洞水門)라 불렸으며 정원에 설치되는 것이 아닌 세숫가의 배수설비였던 듯하다. 가끔 좋은 소리를 내는 것이 알려져 정원사에 의해 개량되었다. 스이킨쿠쓰로서 알려지게 된 것은 에도 시대 중기이다. 그 시대의 저명한 다인(茶人)이자 정원 작가인 고보리 엔슈(小掘遠州)의 발명품이라는 설도 있다. 에도 후기에는 잠시 쇠퇴했다가 메이지 시대에는 다시 성행했으나 쇼와 초기에는 거의 잊혀진 존재가 되었다. 1959년 도쿄농업대학 히라야마 교수의 보고서에서는 두 가지의 예가 보고되어 있었지만 거의 지면에 묻혀서 복구도 곤란한 상황이었다. 그러나 1982년 아사히 신문의 보도가 많은 스이킨쿠쓰의 재발견으로 이어졌다. 그 후에 NHK에 의해 보도되어 다시금 주목받게 되었다. 소리가 나는 정원의 장식물로는 그 외에 시시오도시도 있으나, 이에 비해 스이킨쿠쓰는 음량이 작고 음색이 좋기 때문에 개인 주택에서도 설치되는 예가 적지 않다.

## 소리
스이킨쿠쓰의 소리는 물거문고라 불린다.
소리는 물 흐르는 소리와 물방울 소리로 나눌 수 있다. 손을 씻고 있을 때 대부분의 물이 자갈과 항아리에 맞닿아 흘러가는 소리가 물 흐르는 소리로, 내부의 물방울 소리와 하모니를 이룬다. 손을 다 씻으면 서서히 물 흐르는 소리는 들리지 않게 되고 물방울 소리만 나게 된다.
좋은 스이킨쿠쓰는 항아리의 여러 부분에서 물이 방울져 떨어지게 되어있다. 초벌구이 항아리의 좋은 점은 습기가 잘 보존된 내면에 의해 여러 부분에서 물방울이 떨어진다는 점이다. 소리는 물방울이 수면에 떨어질 때 발생해 항아리 내부에서 반향, 증폭된다. 음색은 항아리의 모양과 크기, 그리고 바닥에 물이 차 있는 정도 등 다양한 조건에서 변하게 된다.
스이킨쿠쓰는 각지에 분포되어 있지만, 완전히 동일한 소리를 내는 스이킨쿠쓰는 없다고 한다.

## 같이 보기
- 시시오도시
- 일본 정원